# Vayres, Haute-Vienne
Vayres (tiếng Occitan: Vairas) là một xã của tỉnh Haute-Vienne, thuộc vùng Nouvelle-Aquitaine, miền trung nước Pháp.